# Пшипісувка
Пшипісувка (пол. Przypisówka) — село в Польщі, у гміні Фірлей Любартівського повіту Люблінського воєводства.
Населення — 503 особи (2011).

## Демографія
Демографічна структура станом на 31 березня 2011 року:
|          | Загалом | Допрацездатний вік | Працездатний вік | Постпрацездатний вік |
| -------- | ------- | ------------------ | ---------------- | -------------------- |
| Чоловіки | 251     | 42                 | 176              | 33                   |
| Жінки    | 252     | 44                 | 138              | 70                   |
| Разом    | 503     | 86                 | 314              | 103                  |